# 帕里亞半島

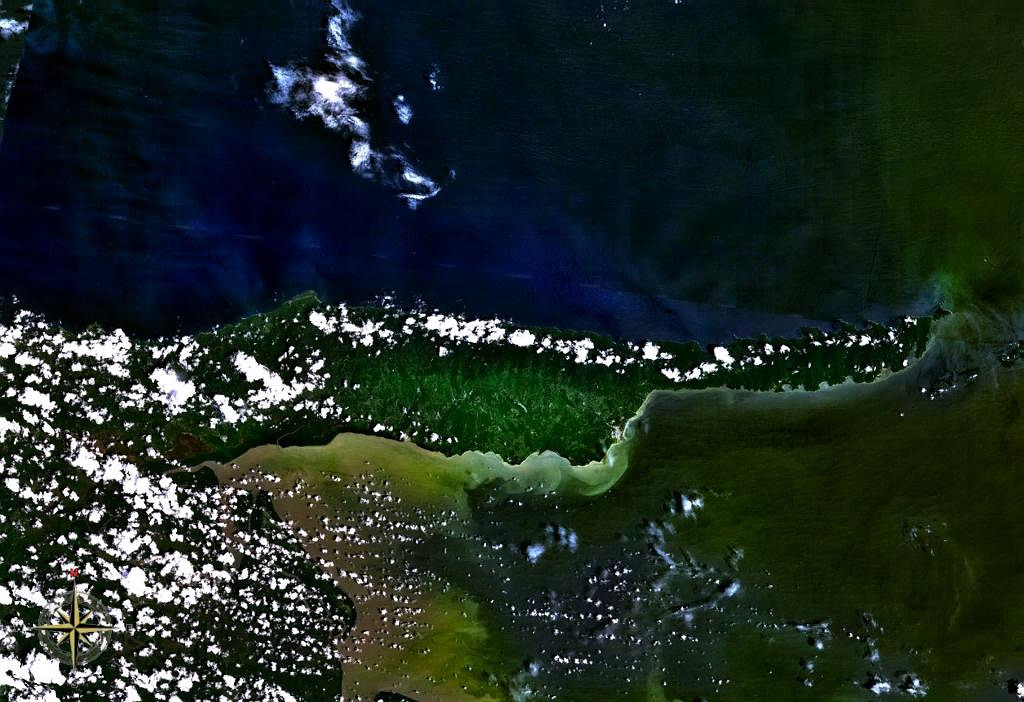

帕里亞半島是委內瑞拉的半島，位於該國北部，由蘇克雷州負責管轄，分隔帕里亞灣和加勒比海，面積375平方公里，最高點海拔高度1,374米。
10°42′N 62°30′W / 10.7°N 62.5°W